# Wagmatcook 1
Wagmatcook 1 est une réserve micmacque située en Nouvelle-Écosse dans l'Est du Canada. Elle est administrée par la bande Wagmatcook.

## Description
Wagmatcook 1 est la principale réserve de la bande éponyme par laquelle elle est administrée. Le chef de la bande qui comprend 763 membres est Norman Francis Bernard,. La réserve a une superficie de 385 hectares et est située à 51,2 km à l'ouest de Sydney dans le comté de Victoria en Nouvelle-Écosse. Elle a été créée le 1er juillet 1833. Selon Statistiques Canada, la réserve a une population de 518 habitants (en 2011) et a donc une densité de 139,8 habitants au km2. Elle comprend un total de 161 logements privés dont 155 sont occupés par des résidents permanents.

## Annexe

### Sources en ligne
- Détails sur la Première nation : Wagmatcook dans Profils des Premières nations d'Affaires autochtones et Développement du Nord Canada
- Bande indienne de Wagmatcook dans Carte des Premières nations de la Région de l'Atlantique des Affaires autochtones et Développement du Nord Canada
- Wagmatcook 1, Réserve indienne dans Profil du recensement de Statistiques Canada